# Isay Island
Isay Island är en ö i Storbritannien.   Den ligger i kommunen Highland och riksdelen Skottland, i den nordvästra delen av landet, 800 km nordväst om huvudstaden London. Arean är 0,60 kvadratkilometer.
Terrängen på Isay Island är mycket platt. Öns högsta punkt är 20 meter över havet. Den sträcker sig 1,8 kilometer i nord-sydlig riktning, och 1,0 kilometer i öst-västlig riktning.  Trakten runt Isay Island består i huvudsak av gräsmarker.